# Japetus (oceán)

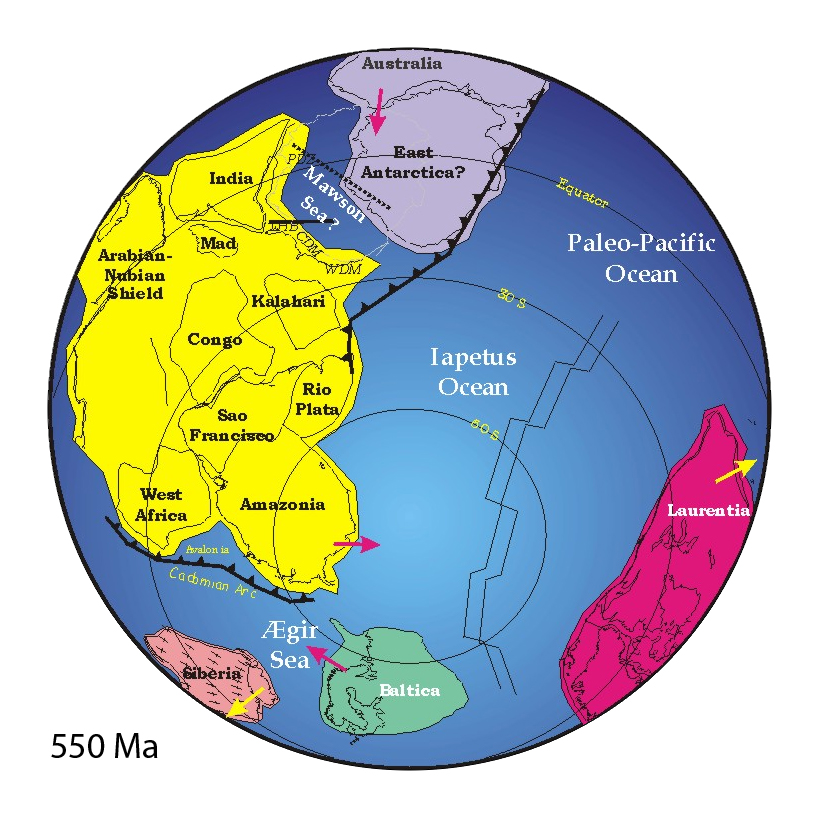
Hypotetická pozice kontinentů během svrchní ediakary

Japetus, v původním přepisu Iapetus (podle Titána jménem Iapéthos), je označení pro historický oceán, který se podle hrubých odhadů vytvořil před asi 700–550 miliony lety.
Jeho postupný vznik byl zapříčiněn oddělením Laurentie, Baltiky a bloku zahrnujícího Amazonii a Západní Afriku (jenž se stal součástí Gondwany), uzavřel se v důsledku kaledonského vrásnění. Někdy bývá označován také jako protoatlantik. Jeho předpokládané uzavření ještě před vznikem současného Atlantského oceánu bylo inspirací k formulování teorie deskové tektoniky známé jako Wilsonův cyklus, podle níž se oceánské pánve postupně otevírají a později subdukcí či srážkovou orogenezí zase uzavírají.
Japetus byl zprvu zřejmě dostatečně široký, aby udržoval nezávislá společenstva mořské fauny, jak potvrzují odlišné fosilní nálezy západně od Appalačského pohoří, západního Newfoundlandu a severozápadního Irska a Skotska oproti nálezům z pobřeží Nové Anglie, jižního Nového Brunšviku, Nového Skotska, východního Newfoundlandu, Anglie a severní Evropy. V průběhu spodního paleozoika se však tyto rozdíly v důsledku postupujícího zmenšování Japetu stírají. Ještě v průběhu ordoviku zde existovala mělká teplá korálová moře, která však s uzavíráním Japetu postupně zanikla a omezila se jen na okraj nově vzniklého kontinentu. Vulkanická aktivita v subdukčních zónách v oblasti Japetu během svrchního ordoviku před asi 460–450 miliony lety mohla přispět k vymírání ordovik–silur, jednomu z velké pětky vymírání.